# Carburo de calcio
El carburo de calcio es una sustancia sólida de color grisáceo que reacciona exotérmicamente con el agua para dar cal apagada (hidróxido de calcio) y acetileno.
Es de uso muy extendido y vendido en tiendas del ramo para utilizarlo en soldadura autógena. Con esta finalidad se lo introduce en un gasógeno, que le va agregando agua lentamente, y luego se mezcla el gas producido con oxígeno para producir una llama delgada y de alta temperatura.

## Obtención
El carburo de calcio se genera en el arco eléctrico a partir de óxido de calcio y coque a una temperatura de 2.000-2.500 °C:
CaO + 3C → CaC2 + CO
Por las condiciones a emplear la síntesis es muy costosa, pues requiere mucha energía. Fosfatos que suelen estar presentes como impurezas en los materiales de partida dan en las mismas condiciones fosfuro de calcio (Ca3P2) que reacciona igualmente con el agua dando fosfina (PH3). Esta impureza además de trazas de sulfhídrico (H2S) y amoníaco (NH3) es responsable del mal olor a "carburo".

## Propiedades
Como sustancia pura el carburo de calcio es un sólido incoloro que existe en dos variedades que son accesibles por calentamiento a 440 °C (modificación tetragonal) o temperaturas superiores (modificación cúbica).
El carburo cálcico técnico que se encuentra en el comercio suele tener una pureza de sólo el 82%. Además hay trazas de fosfuro de calcio, sulfuro de calcio, ferrosilicio, nitruro de magnesio y carburo de silicio presentes en el sólido. El color pardo, a veces observado, se debe a pequeñas cantidades de óxido de hierro.

## Usos

### Producción de acetileno
El carburo de calcio, fue muy utilizado en la antigüedad en las llamadas lámparas de carburo, carburero o lámpara de gas acetileno. El proceso era el siguiente:
La lámpara se llenaba de agua, después se introducía el carburo de calcio que generaba acetileno al reaccionar con el agua (es un acetilenógeno), después se encendía y el acetileno (H2C2) prendía, generando luz. Quedaba un residuo de óxido de calcio (CaO) convertido en hidróxido de calcio, Ca(OH)2, debido a la presencia de agua.
CaC2 + 2H2O → C2H2 + Ca(OH)2

### Producción de cianamida de calcio
Con nitrógeno a altas temperaturas (905 °C) el carburo de calcio da cianamida de calcio (CaNCN), que a su vez puede ser utilizado como fertilizante o como producto de partida  en reacciones posteriores.
CaC2 + N2 → CaCN2 + C
Éste era uno de los primeros procesos que permitió la fijación del nitrógeno del aire (en cuya composición el nitrógeno molecular, N2, ocupa un 78%, pero resulta poco reactivo).

## Historia
El carburo de calcio se sintetizó por primera vez por parte de Friedrich Wöhler (Alemania) en 1836. La primera descripción más exhaustiva de Marcellin Berthelot data de 1862. Thomas L. Wilson (Estados Unidos) y Henry Missan (Francia) introdujeron el proceso actual con arco eléctrico en 1892.
La generación industrial según el mismo proceso se inició en 1895 por la compañía "Aluminium Industrie AG" en Neuhausen (Suiza) y en 1898 simultáneamente en Noruega y Alemania.